# Bodowyr
Der Dolmen von Bodowyr, in Llanidan, westlich von Brynsiencyn, im Südosten der Insel Anglesey in Wales ist der erhaltene Rest der zentralen Kammer eines Passage Tombs, wie es primär in Teilen von Irland (Newgrange; aber vereinzelt auch in Wales Barclodiad y Gawres) gefunden wird. 
Drei etwa einen Meter hohe Tragsteine stützen einen keilförmigen Deckstein von über 2,0 Metern Länge und fast einem Meter Dicke, an der breitesten Stelle. Ein umgefallener Stein in der Nähe könnte ein ehemaliger Verschlussstein sein. Ursprünglich wird das Passage Tomb in einem irdenen (Barrow) oder steinernen (Cairn) Hügel mit einem schmalen Zugang gelegen haben. Dieser ist durch Erosion, Feldbearbeitung oder Steinraub vollständig entfernt worden.
In der Nähe stehen der Menhir Trefwri, die Bryn Gwyn Stones und der Dolmen Perthi Duon.